# Famille Poniński
Poniński ou Ponińscy herb Łodzia (Poniński von Łodzia en allemand) est le nom d'une ancienne famille de la noblesse polonaise.

## Histoire
La famille des seigneurs, comtes et princes Poniński tire son nom du village de Ponin, dans le Powiat de Kościan. Son premier membre connu est Johannes Poniński, cité en 1387.

## Branche princière enGalicieetVolhynie
En 1773, Adam Poniński (en) (1732–1798), grand-trésorier de la Couronne et maréchal de la Diète et son frère, le général-gouverneur Kalikst Poniński (pl) (1753-1817), reçoivent de la Diète de la république de Pologne le titre de prince polonais. L'empire d'Autriche reconnaît le titre de prince aux fils de Adam, Karol Poniński  (1789-1830) en 1818 (confirmé en 1837) et à son frère Aleksander Poniński (1766°) en 1821 (confirmé en 1841). Le troisième frère est le général-prince Adam Poniński (en) (1758–1816). Cette branche reçoit officiellement le prédicat d'Altesse (Durchlaucht) le 20 juillet 1905 en la personne du prince Alexander von Poniński.

## Branche comtale enSilésieetAutriche
Stanisław Poniński (1712-1791), fils du gouverneur de Poznań (1738-1746) Antoni Józef Poniński (1680-1746), reçoit le titre de comte qui sera plus tard reconnu par la Prusse. De cette branche sont également issus le comte Christoph von Poniński (de) (1802-1876), grand propriétaire terrien, gouverneur du district de Breslau, parlementaire et officier prussien puis autrichien ; le comte Bronislaw Poniński (1849–1898), lieutenant-général du royaume d'Italie qui reçoit la reconnaissance italienne du titre de comte ; le général-comte August Poniński (1791-1832), petit-fils du précédent Stanisław et père du comte Władysław Poniński (1823-1901), officier auprès du roi d'Italie, commandant du 1er régiment de cavalerie de la Légion polonaise lors de la révolution hongroise de 1848 puis lieutenant général (1862) du royaume de Sardaigne.

## Branche comtale enGrande-Pologne
Stanislaus von Poniński (1779-1847), seigneur de Września, colonel prussien et maréchal du parlement de la province de Posnanie, est intégré à la noblesse du royaume par Frédéric-Guillaume IV de Prusse en 1840 avec le titre de comte. Son fils, le comte Edward Poniński (pl) (1810-1893), était un révolutionnaire polonais (1830) et homme politique. Petit-neveu du précédent, Anton von Brody-Poniński, chambellan et secrétaire du gouvernement à Augsbourg, est enregistré comme comte du royaume de Bavière en 1841. Adolf von Poniński, seigneur de Kościelec en Galicie, est en 1908 capitaine royal prussien et de la Garde-Landwehr-Kavallerie du pape Pie X qui lui confère le titre de comte romain.

## Branche noble de Galicie
Adam Poniński et Franz Poniński, seigneur de Zahajpol et autres lieux en Galicie, sont confirmés en 1784 comme nobles chevaliers (Ritter) de Galicie et comme appartenant au clan Łodzia. Il en est de même de Johann von Poniński en 1820.